# Skazaniec (film)
Skazaniec, tytuł alternatywny Zbrodniarz (ang. Felon) – amerykański dramat więzienny z 2008, na podstawie scenariusza i w reżyserii Rica Romana Waugh. W głównych rolach wystąpili: Val Kilmer, Stephen Dorff i Harold Perrineau. Film opowiada historię ojca rodziny, który przez jeden dramatyczny incydent po zabiciu intruza trafia do brutalnego świata więzienia stanowego. Fabuła oparta jest na wydarzeniach, które miały miejsce w latach 90. XX wieku w osławionym więzieniu stanowym w Corcoran w Kalifornii. Film trafił do kin w Stanach Zjednoczonych 18 lipca 2008.

## Obsada
- Stephen Dorff – Wade Porter
- Marisol Nichols – Laura Porter
- Vincent Miller – Michael Porter
- Val Kilmer – John Smith
- Harold Perrineau – porucznik Bill Jackson
- Greg Serano – oficer Diaz
- Johnny Lewis – Jake „Śnieżek”
- Nate Parker – oficer James Collins
- Nick Chinlund – sierżant Roberts
- Anne Archer – Maggie
- Sam Shepard – Gordon
- Chris Browning – Danny Sampson
- Jake Walker – Warden Frank Harris

## Fabuła
Wade Porter jest robotnikiem fizycznym mieszkającym ze swoją narzeczoną Laurą i synem Michaelem. Pewnej nocy, gdy śpią, słyszą włamywacza w domu. Wade wygania go z domu i uderza w głowę kijem baseballowym, nieumyślnie zabijając go na trawniku. Za atak na nieuzbrojonego intruza po wyjściu z domu zostaje aresztowany i oskarżony o morderstwo. Na prośbę obrońcy z urzędu, w zamian za złagodzenie wyroku za nieumyślne spowodowanie śmierci, Wade przyznaje się do winy i nie kwestionuje zarzutów.
Podczas jazdy autobusem do więzienia Danny Sampson, przywódca lokalnego Aryan Brotherhood, dźga mężczyznę nożem i ukrywa go u młodego aryjskiego członka, „Śnieżka”, siedzącego za Wade’em. W chwili paniki „Śnieżek” chowa nóż pod siedzeniem Wade’a i zmusza go do zaprzeczenia, że o nim wiedział.
W rezultacie Wade zostaje wysłany do izolatki do czasu zbadania sprawy pchnięcia nożem. Porucznik Jackson przesłuchuje go w sprawie pchnięcia nożem, ale ten odmawia współpracy. Jackson postanawia wysłać Wade’a do jednostki bezpieczeństwa Security Housing Unit (SHU), gdzie pełni funkcję dowódcy.
John Smith odsiaduje karę dożywotniego pozbawienia wolności w więzieniu stanowym San Quentin i zostaje przeniesiony do więzienia Wade’a, stając się jego współwięźniem w izolatce. Więźniowie są tu objęci 23–godzinną kwarantanną i nie mogą przyjmować gości przez pierwsze trzy miesiące. Wade odkrywa, że codzienna godzina na podwórku to czas walk więźniów, na które funkcjonariusze obstawiają zakłady. W różnych momentach filmu widać, że nie wszyscy funkcjonariusze zgadzają się z metodami Jacksona.
Oprócz przemocy w więzieniu, regularne wizyty Wade’a u Laury zaczynają negatywnie wpływać na ich związek. Michael ma koszmary po wizycie, a finanse rodziny są na skraju wyczerpania. Kiedy Wade odmawia wskazania Sampsona jako sprawcy morderstwa w autobusie, Jackson fałszywie zeznaje, że był współwinny morderstwa, co skutkuje dodaniem mu trzech lat do obecnego wyroku.
Laura, pod presją matki, zrywa listownie kontakt z Wade’em. Załamany i wściekły, ucieka się do walki z więźniami w zamian za ochronę przed Sampsonem i Aryan Brotherhood.
Wade i John opracowują plan ujawnienia prawdy o przemocy w więzieniu i ewentualnego uwolnienia go. Podczas kolejnej próby na dziedzińcu Wade odmawia zabicia więźnia po tym, jak pokonał go w walce. Wściekły Jackson wkracza na dziedziniec i przygotowuje się do ataku, ale Smith zabija go, przecinając mu tętnicę udową i gardło ukrytym nożem. Inny funkcjonariusz strzela do Smitha, który umiera od odniesionych ran.
Z pomocą emerytowanego funkcjonariusza więziennego z byłego więzienia Smitha, FBI i Laury, korupcja wśród funkcjonariuszy wychodzi na jaw, a dodatkowy wyrok Wade’a zostaje zamieniony na karę więzienia. Po 15 miesiącach Wade wychodzi na wolność i spotyka się z rodziną.

## Odbiór filmu
Na stronie agregującej recenzje Rotten Tomatoes film uzyskał ocenę 63% na podstawie 24 recenzji, ze średnią oceną 6,45/10. Konsensus krytyków na stronie brzmi następująco: „Skazaniec oferuje dość banalny obraz życia w więzieniu, ale spójny dzięki przyjemnie złożonej fabule i solidnym kreacjom aktorskim Kilmera i Dorffa”. Na Metacritic film uzyskał średnią ważoną ocenę 58 na 100, na podstawie 10 recenzji krytyków, co wskazuje na „mieszane lub przeciętne” recenzje”. Film miał ograniczoną liczbę pokazów w USA.